# Danuta Fidusiewicz
Danuta Prusinowska–Fidusiewicz (ur. 27 lipca 1952 w Olsztynie) – polska gimnastyczka, uczestniczka Igrzysk Olimpijskich w Monachium w 1972. Matka aktora Adama Fidusiewicza.
Absolwentka warszawskiej AWF (1976).
Podczas Igrzysk w Monachium zajęła odpowiednio: w wieloboju 73. miejsce (na 118 zawodniczek); ćwiczenia wolne, 63.-70. miejsce; poręcze, 87.-88. miejsce; skok przez konia, 85.-88. miejsce; równoważnia, 53. miejsce. W 1970 roku była mistrzynią Polski w skoku przez konia.
Podczas swej kariery reprezentowała barwy AZS-u Olsztyn i warszawskiej Legii.